# Kwadia
Le kwadia (ou kodia) est une langue krou mineure parlée en Côte d'Ivoire.